# Plegarias en la noche
Plegarias en la noche es una novela del autor estadounidense Dennis Lehane, quinto título de la saga protagonizada por los detectives privados de Boston, Patrick Kenzie y Angela Gennaro.

## Argumento
Karen Nichols, antigua cliente de Patrick Kenzie, se suicida tras una profunda depresión ocasionada por una serie de tragedias consecutivas que le han acontecido. El suicidio parece claro, pero Kenzie no cree que todas las desdichas a las que ha sido sometida Karen sean coincidencias.
Con la ayuda de su desequilibrado amigo Bubba Rogowski y su antigua compañera y amante Angela Gennaro comienzan una investigación que les llevará tras los pasos de un peligroso psicópata que en vez de matar se divierte consiguiendo que sean sus propias víctimas las que prefieran verse muertas a seguir viviendo.